# Хамази
Хамази (шум. - Ḫa-ma-zi) — государство в Древней Месопотамии, располагавшееся в горах Загроса, между Эламом и Ассирией, предположительно недалеко от ассирийского города Нузи (совр.  Иорган-тепе в Ираке.) и хурритской Аррапхи (совр. Киркук). 
Правитель Хамази Хатаниш в 25 в до н. э. получил контроль над большей частью Южной Месопотамии. Хамази упоминается также и в других текстах, но, скорее всего, он не сыграл, за исключением этого единственного случая, никакой роли.